# Bender (cràter)
Bender és un cràter d'impacte en el planeta Venus de 39,8 km de diàmetre. Porta el nom de Heidi Julia Bender (1979-1991), artista i escriptora estatunidenca, i el seu nom va ser aprovat per la Unió Astronòmica Internacional el 1997.